# Televisión inteligente

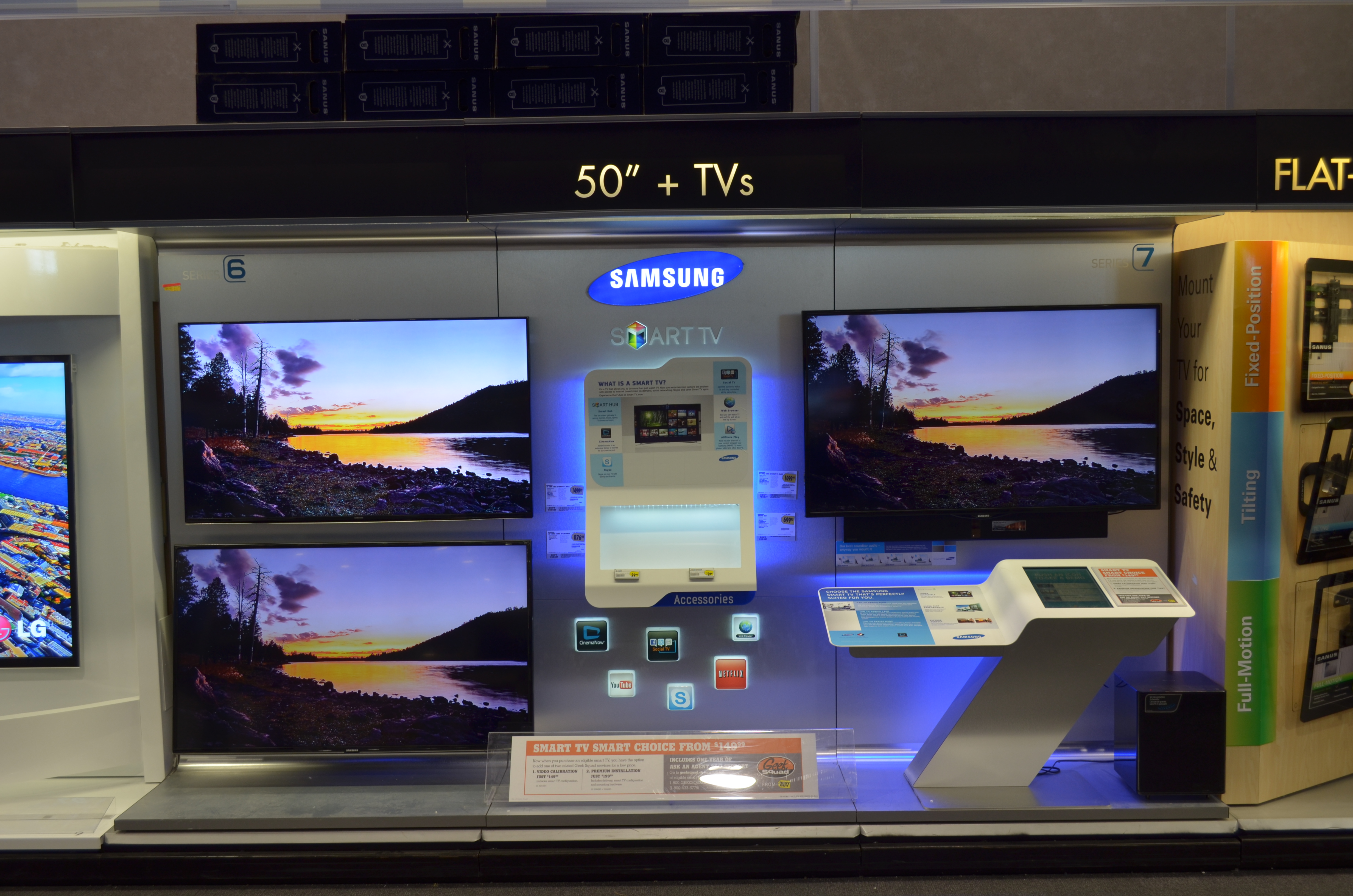
Televisor inteligente de Samsung

La televisión inteligente (en inglés: Smart TV) es la integración de internet y de las características web 2.0 a la televisión digital y al decodificador de televisión (STB), así como la convergencia tecnológica entre los ordenadores y estos televisores y el STB. Estos dispositivos se centran en los medios interactivos en línea, en la televisión por Internet y en otros servicios como el video bajo demanda.
La tecnología de los televisores inteligentes no se resume solo a un aparato para ver televisión, también incluye otros dispositivos como soundbar, home cinema, centro multimedia, Smart TV Box, Android TV Box, TV Stick, decodificador de televisión (llamadas smart set-top-boxes), grabadores de video digital, reproductores blu-ray, consolas de videojuegos (PlayStation, Nintendo, Xbox), smartglasses, entre otros. Estos dispositivos permiten a los espectadores buscar, encontrar y reproducir vídeos, películas, fotografías y otros contenidos en línea, en un canal de televisión por cable, en un canal de televisión por satélite o almacenado en una memoria USB o disco duro local. Y muchos de ellos permiten grabar, por lo que la TV con estas características se está convirtiendo en estándar. Existen televisores inteligentes con diseño ultrafino, curvo, marco, sin bordes, flexible, enrollable, giratorio o transparente, de diferentes tamaños en pulgadas.
Es un concepto paralelo al de teléfono inteligente, en lo referente a la integración de Internet, widgets o gadgets web y aplicaciones de software en los teléfonos móviles, de donde proviene el nombre.
Algunas de las características de los llamados televisores inteligentes ya formaban parte de algunos televisores y de las set-top boxes desde 2005 como el Infomir MAG, Engel TV Box, Homatics Box R, Youin You Box, Dynalink TV Box, Mecool TV Stick, Steren TV Stick, MiraScreen, AnyCast, Wecast y AirCast. Los televisores inteligentes se empezaron a comercializar a finales del 2010 bajo este nombre, antes eran conocidos como Internet TV.
Nacieron con la intención de ampliar el alcance de los contenidos multimedia directamente a la televisión doméstica para que el telespectador pudiese acceder con más comodidad tanto al contenido de transmisión digital como al contenido multimedia de Internet en un televisor mediante un solo control remoto y una única interfaz de usuario en la pantalla. Los fabricantes de televisores aprovecharon la Feria Internacional de Electrónica de Consumo, que se realizó en Las Vegas durante el inicio del 2011, para promocionar los televisores inteligentes, con más volumen.

## Definición
Un dispositivo de televisión inteligente puede hacer referencia a dos definiciones diferentes; por un lado, puede referirse a un televisor que cuenta con la integración de Internet, pero por el otro, también puede hacer referencia a un decodificador de televisión para la televisión que ofrece una capacidad de computación más avanzada y una mayor conectividad que un conjunto básico de televisión contemporánea.
Un televisor inteligente permite instalar y ejecutar aplicaciones avanzadas o plugins basados en una plataforma específica, tal como haría el sistema informático de un ordenador integrado en el televisor o una PC con pantalla "grande". 
La televisión inteligente permite al usuario:
- Entregar contenidos de otros equipos o dispositivos de almacenamiento a la red, como fotografías, películas y música utilizando un programa de servicio DLNA,[10] como Reproductor de Windows Media o VLC media player en el ordenador o NAS, o a través de iTunes o RealPlayer.
- Proporcionar acceso a servicios basados en Internet, mediante IPTV, así como buscar y navegar por Internet, por los servicios de video bajo demanda, EPG, personalización de contenidos, redes sociales y otras aplicaciones multimedia.
- Visualizar los contenidos en alta definición.
- Lanzar aplicaciones asociadas en un canal concreto, como vídeos relacionados con el contenido, sistemas de votaciones, sistemas de apuestas y participación en concursos, publicidad interactiva.
- Grabar en disco duro interno o externo USB los servicios que se están emitiendo en un momento determinado o copiarlos de Internet.
- Reproducir el contenido de videos o música almacenado en un dispositivo USB.
- Instalar aplicaciones sobre la plataforma, como por ejemplo juegos, que se pueden hacer correr en cualquier momento.
- Facilitar las compras realizadas en Internet.
- Controlar de forma remota el televisor con el móvil del usuario, mediante aplicaciones desarrolladas para dispositivos que cuentan con Android y iOS.

Algunos también cuentan con redes de telefonía IP, como por ejemplo, Zoom Video.

## Tecnología

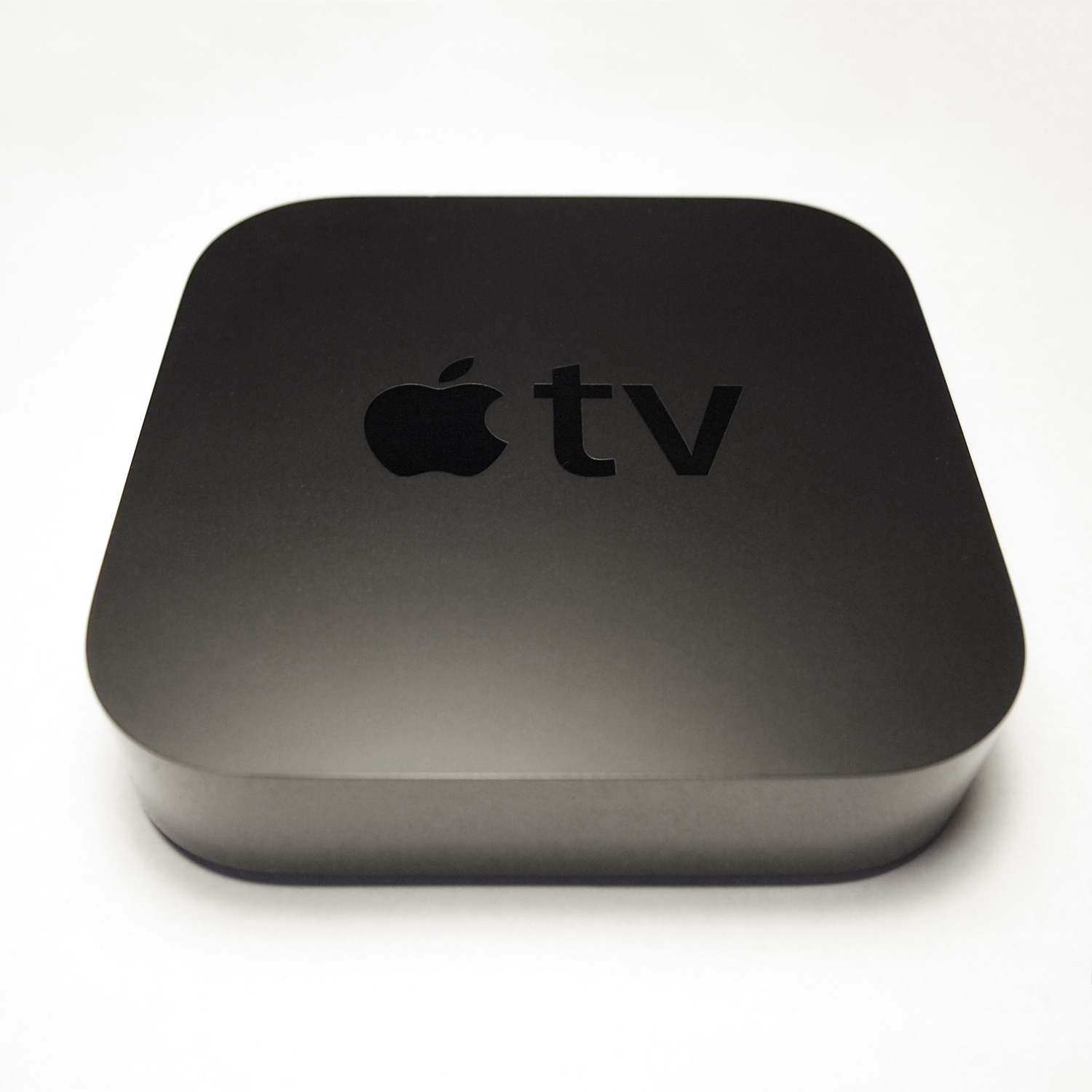
La 2da. generación Apple TV.

Si bien el concepto de los televisores inteligentes todavía se encuentra en su fase incipiente, con próximos marcos de software como la propiedad de Google TV y plataformas de código abierto Kodi que reciben una gran cantidad de atención pública en los medios de comunicación en el área de consumo del mercado, ofertas de compañías como Logitech, Sony, LG, Samsung e Intel han indicado los productos que darán a los usuarios de televisión las capacidades de investigación y la capacidad de ejecutar aplicaciones (también disponibles a través de una tienda de aplicaciones como Google Play, LG Content Store, Samsung Galaxy Store, Roku Channel Store, Aptoide TV, Amazon Appstore, Huawei AppGallery, Vewd.com (Xperi antes Opera TV Store), Foxxum, Firefox Marketplace, Blackmart Alpha y Apple App Store), interactividad de contenidos bajo demanda, comunicaciones personalizadas y funciones de redes sociales.

### Paneles IPS y VA. Ventajas e inconvenientes
Los paneles IPS, montados por ejemplo por las marcas LG y Xiaomi, se caracterizan por tener una muy buena entrega de color y también tienen unos ángulos de visión más abiertos.
En contra, los paneles IPS presentan un brillo inferior a los paneles VA montados por las marcas de Samsung y Sony por ejemplo. Algunas marcas, como Samsung, en sus modelos superiores, aplica unos filtros que amplían este ángulo de visión más limitado.

### Sistema operativo
Hay una gama amplia de sistemas operativos móviles disponibles, y aunque la mayoría se dirigen a los teléfonos inteligentes, ordenadores portátiles o tabletas, algunos también funcionan en televisores inteligentes o incluso se han diseñado específicamente para el uso en estos dispositivos. La mayoría de las veces el sistema operativo de este tipo de televisores está basado en plataformas de código abierto. El sistema operativo más empleado por este tipo de televisores es Android. El sistema operativo y el software se suelen actualizar desde el propio televisor, utilizando la conexión a Internet.
Pero algo que es muy importante tener en cuenta, es que no todos los sistemas operativos nos van a permitir acceder de igual manera a internet.
Por ejemplo, en las televisiones inteligentes que vienen con el sistema Android TV sí podremos navegar por internet, además de tener acceso a descargas de aplicaciones entre otras muchas funciones.
Sin embargo, es posible que estemos comprando una televisión inteligente con sistemas operativos menos funcionales y que tengan un acceso a internet de manera muy limitada, por ejemplo, podemos encontrar modelos que simplemente tienen acceso a YouTube o a Netflix mediante accesos directos ("Netflix TV").
Es importante saber qué estamos comprando en cuanto al sistema operativo para no tener una decepción con nuestra Televisión inteligente.

### Conexión a Internet
Los televisores inteligentes tienen un puerto Ethernet en su parte trasera que permite conectar un cable que se encamina a un módem de banda ancha, a un router o a un PLC. Este hecho implica que el televisor tiene que estar situado cerca de uno de estos, por lo que la mayoría de los televisores inteligentes disponen de conexión Wi-Fi integrada y se pueden conectar sin cables a la red doméstica.

### Interfaz
El diseño y el desarrollo de una interfaz de televisión inteligente es un desafío complejo y no simplemente una cuestión de la integración de las fuentes de entrada diferentes. La experiencia de los consumidores tiene que ser optimizada para que todos los medios de comunicación se integren a la perfección y sean accesibles a través de una EPG única, lo que requiere la presencia de software avanzado. Los televisores inteligentes ofrecen la posibilidad de utilizar un teclado y ratón USB genéricos y cuentan con una interfaz agradable por la cual es posible navegar de una forma intuitiva y cómoda, y a la vez permiten que el usuario cuente con un alto grado de interacción con el dispositivo. Algunos dispositivos también responden a órdenes de voz y movimiento.

### Televisión digital terrestre
Los set-top-boxes de televisión inteligente, suelen integrar un sintonizador y grabador de Televisión digital terrestre y un reproductor de los formatos de archivos más populares de vídeos, música y fotos en alta definición 1080p. Asimismo, suelen incluir un puerto HDMI, además de un euroconector o salidas RCA. Entradas de Antena y Cable. Puertos USB y de audio digital.

### Búfer y memoria
Las televisiones inteligentes suelen contar con un búfer inteligente para evitar interrupciones en la reproducción. Asimismo, pueden usar memoria interna o externa para dicho búfer.

### Transmisión a la pantalla desde el dispositivo móvil
Los televisores también pueden transmitir la pantalla del teléfono móvil o de una tableta, solamente funciona respectivamente con Android. En noviembre de 2020, con las actualizaciones de los dispositivos Apple, opera la función AirPlay en los televisores inteligentes, hace que trabaje los dispositivos iPad, iPhone o Mac duplican su pantalla o compartir cualquier contenido como si fuera el Apple TV.

## Servicios
La televisión inteligente permite a los usuarios ver servicios avanzados en su televisor de pantalla plana o pantalla de plasma, a través de un único dispositivo. Además de una gama más amplia de los contenidos de los proveedores de televisión -que van desde la televisión tradicional de radiodifusión, video bajo demanda y servicios de televisión al día (también conocida como catch-up TV, que consiste en video bajo demanda, en la que los programas de televisión están disponibles durante un período de días después de la emisión original), estos nuevos dispositivos ofrecen a los consumidores acceso al contenido generado por los propios usuarios (ya sea almacenado en un disco duro externo o almacenado en una nube) y una amplia gama de servicios interactivos avanzados y páginas de contenidos en Internet. Las set-top boxes de la televisión inteligente son cada vez más comunes entre los operadores de televisión de pago, puesto que buscan satisfacer las tendencias de consumo de mediados de contenido de vídeo, interactividad y aplicaciones avanzadas a Internet, como las redes sociales.

### Televisión, películas, video, música y radio a la carta
Los televisores inteligentes ofrecen al usuario la posibilidad de interactuar con servicios televisivos que ofrezcan el servicio de video bajo demanda, de forma que el telespectador pueda escoger el momento en que quiere ver un determinado programa. También disponen de la opción de grabarlo en un dispositivo de almacenamiento, por ejemplo, en un disco duro.
Por otro lado, se puede conectar con BitChute, Odysee, LBRY, Bittube.tv, Likabout.com, Gettr, MeWe, Rumble, Truth social, YouNow, Gab, Parler, Minds, Trovo Live, Twitch, Vimeo, Dailymotion, OK, VK, Veoh, Vemox, Vudu Fandango, Mubi, Tubi, Plex, Eurosport Player, Estadio TNT Sports, ESPN en Star+, Hulu, DisneyNOW, Lionsgate+, Crackle, Peacock, Universal+, Acorn TV, ITVX, BritBox, MagellanTV, CuriosityStream, History Play, CDO+, DGO, DirecTV Stream, DAZN, FITE by Triller, Fanatiz, FuboTV, FUTV, Miplay, Zapping Sports, Youku, YouTube, TikTok, Now, Smart IPTV y Set IPTV para ver videos y películas, en especial FHD, QHD, 2K, 4K, 6K, 8K y 16K UHD y 3D. Para escuchar música, radio y podcasts, Amazon Music, Tidal, Pandora y Deezer; TuneIn, iHeartRadio, Flickr Radio, Mixcloud, Radioline, MyTuner Radio, Google Podcasts, Ivoox y Spotify.

### Redes sociales
Las plataformas de televisión inteligentes se pueden ampliar con tecnologías que permiten la interacción del dispositivo con las redes sociales, con las cuales los usuarios pueden ver las actualizaciones y publicar sus propias actualizaciones en algunos de los servicios de redes sociales (como, por ejemplo, en las interfaces de SoundCloud, Live365 y Last.fm, entre otros servicios similares), incluyendo publicaciones relacionadas con el contenido que se está reproduciendo a tiempo real.
La adición de la sincronización con las redes sociales proporciona una interacción entre los contenidos en pantalla y los espectadores que no está actualmente disponible para la mayoría de los televisores. Es decir, los usuarios pueden comentar los contenidos del servicio que están visualizando en directo en un momento determinado mediante las redes sociales con otros telespectadores.

### Aplicaciones
Los televisores inteligentes permiten al usuario descargar de Internet e instalar una variada gama de aplicaciones.
Los televisores tienen una página de inicio que posibilita al usuario acceder a todas las diferentes funciones, y también aparecen los enlaces a las tiendas de aplicaciones individuales. De momento, todas las aplicaciones disponibles en los televisores inteligentes son gratuitas, pero los fabricantes tienen planeado sacar a la venta próximamente las aplicaciones de pago más populares actuales de los teléfonos inteligentes.
En algunos fabricantes, como es el caso de Sony, las nuevas aplicaciones se descargan automáticamente cuando están disponibles y se pueden seleccionar desde la página principal.
Las aplicaciones disponibles incluyen juegos, radio por Internet, información meteorológica como AccuWeather y Telegram.
Cada televisor tiene su propio entorno operativo, por lo que no es posible traducir aplicaciones de un dispositivo a otro.

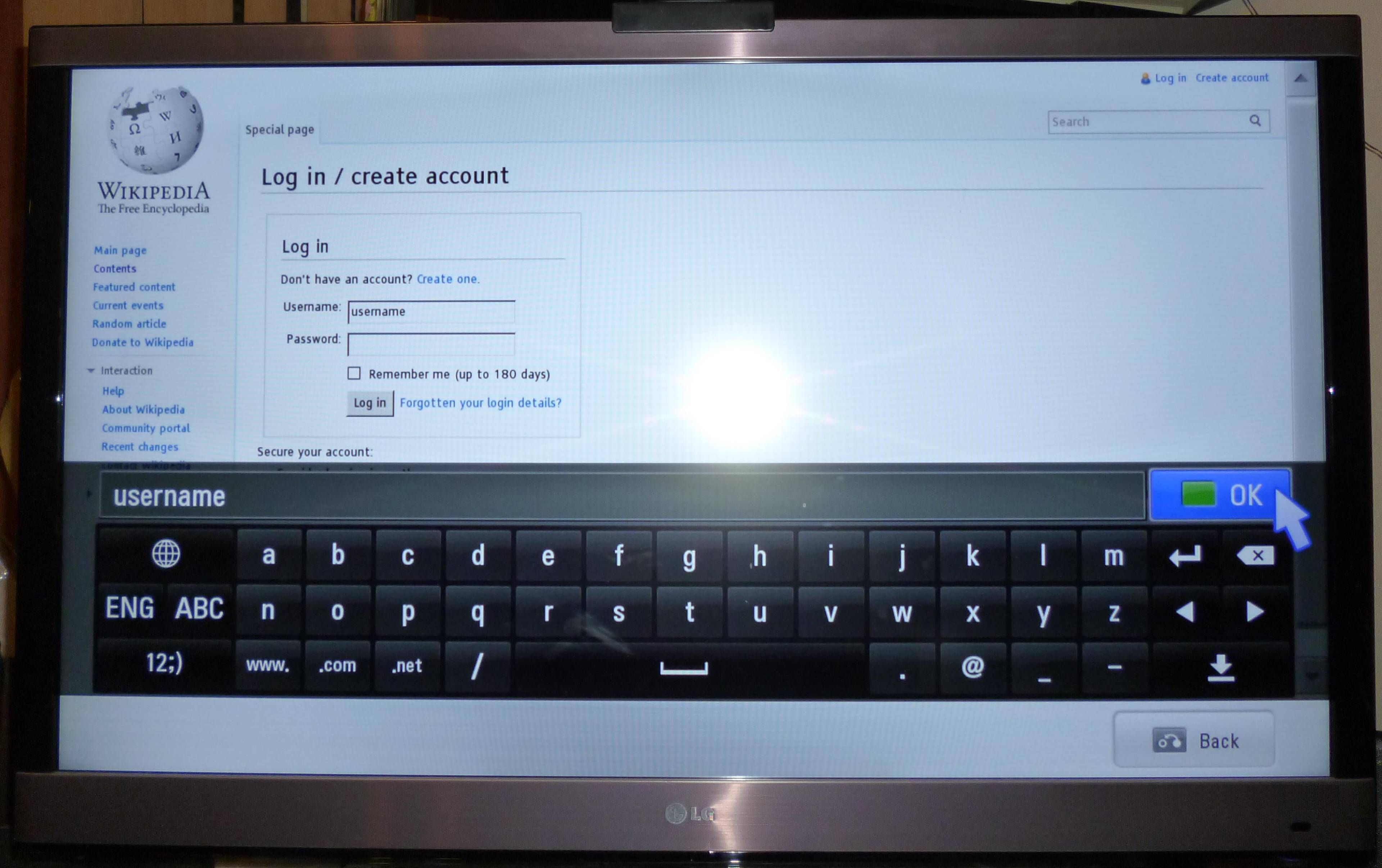
Navegador de Smart TV de LG

La primera característica que llama la atención es la interfaz de usuario. Todo funciona a partir de un navegador web. No es una novedad, pero eso es lo que precisamente llama la atención, y al parecer es una tendencia del sector de la tecnología. Fue el mismo sistema que pudimos ver en Google TV, y de hecho los Chromebook son computadoras basadas en chrome, y lo mismo está ocurriendo con el webOS de HP. Una tendencia que parece que va camino de convertirse en lo habitual.

### TV 3D
Todos los televisores inteligentes de la gama alta de los principales fabricantes y la mayoría de los demás televisores inteligentes reproducen contenidos 3D. También pueden contar con un conversor de contenidos 2D a 3D, para adaptar los contenidos previos.
Algunos también reproducen sonido en 3D, que se sincroniza automáticamente con la imagen en 3D y los contenidos, de forma que se avanza mediante movimientos laterales y se adquiere sensación de profundidad.

## Lista de plataformas de televisión inteligente

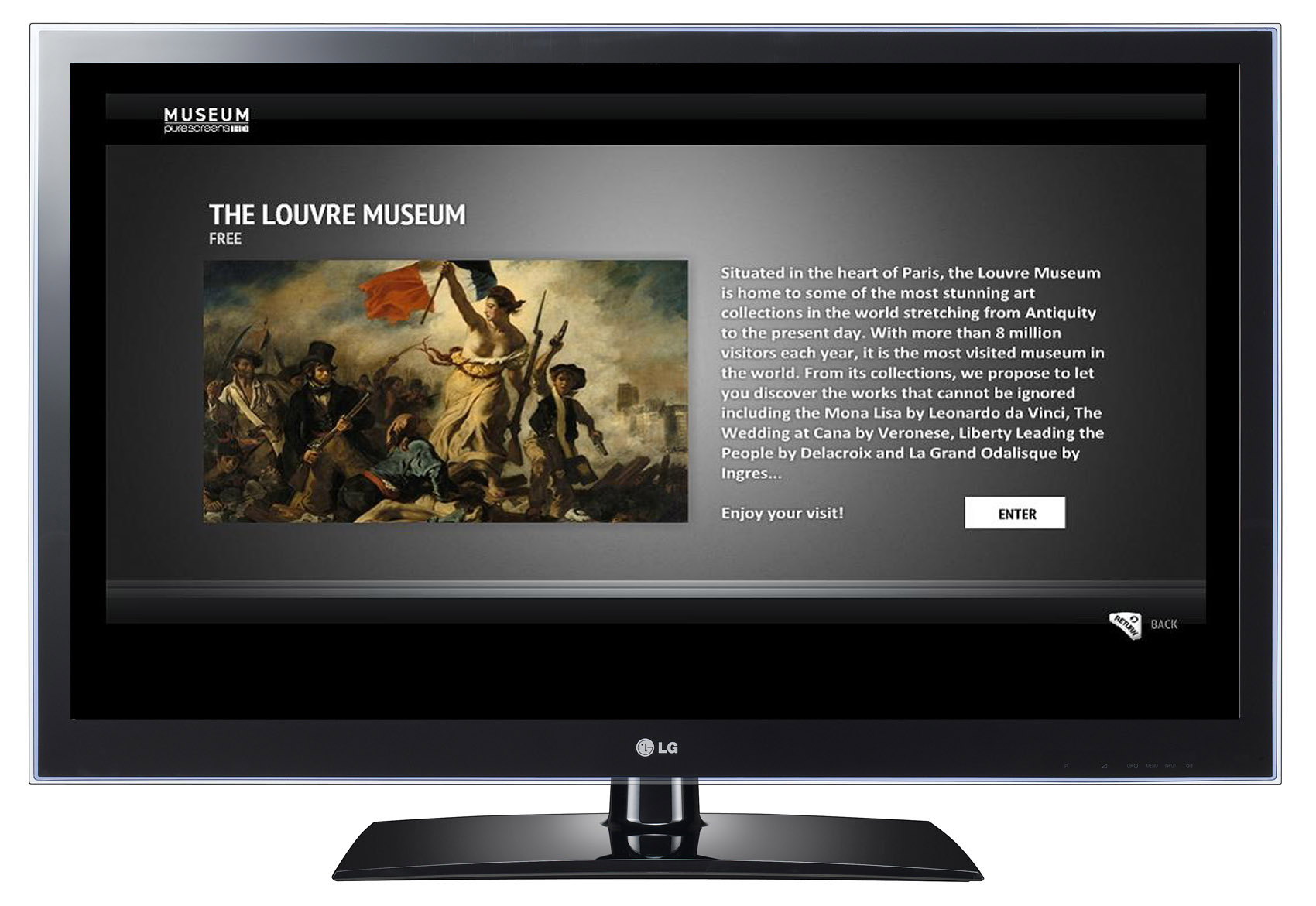
Televisor inteligente de LG

La siguiente lista incluye algunas de las plataformas de televisión inteligente más notables:

### Específicas del proveedor de plataformas de televisión inteligente
- Smart TV de Sony.
- Smart TV de Panasonic.
- Smart TV de Toshiba.
- Smart TV de Samsung.
- Smart TV de LG.
- Smart TV de Philips.
- Smart TV de Hisense.
- Smart TV de TCL.
- Smart TV de Roku.
- Smart TV de Xiaomi.
- Smart TV de Realme.
- Smart TV de Sharp.
- Smart TV de JVC.
- Smart TV de IRT.
- Smart TV de Huawei.
- Smart TV de Winia.
- Smart TV de Hyundai.
- Smart TV de AOC.
- Smart TV de Sanyo.
- Smart TV de Hitachi.
- Smart TV de Haier.
- Smart TV de Honor.
- Smart TV de Telefunken.
- Smart TV de Grundig.
- Smart TV de Blaupunkt.
- Smart TV de Medion.
- Smart TV de Kodak.
- Smart TV de Polaroid.
- Smart TV de Westinghouse.
- Smart TV de RCA.
- Smart TV de Thomson.
- Smart TV de Philco.
- Smart TV de Pioneer.
- Smart TV de Aiwa.
- Smart TV de Vizio.
- Smart TV de Sansui.
- Smart TV de Funai.
- Smart TV de Magnavox.
- Smart TV de OnePlus.
- Smart TV de Motorola.
- Smart TV de Lenovo.
- Smart TV de Nokia.
- Smart TV de Infinix.
- Smart TV de Compaq.
- Smart TV de Acer.
- Smart TV de AmazonBasics.
- Smart TV de Onn.
- Smart TV de Brookstone.
- Smart TV de OK.
- Smart TV de Recco.
- Smart TV de Nilait Prisma.
- Smart TV de Alux.
- Smart TV de Top House.
- Smart TV de BGH.
- Smart TV de Blusens.
- Smart TV de Displace.
- Smart TV de Vision.
- Smart TV de Target.
- Smart TV de GLC.
- Smart TV de Kangbo Tech.
- Smart TV de Asano.
- Smart TV de Siera.
- Smart TV de Tedge.
- Smart TV de Xion.
- Smart TV de Microlab.
- Smart TV de Master-G.
- Smart TV de Kioto.
- Smart TV de Gear.
- Smart TV de Nex.
- Smart TV de Caixun.
- Smart TV de Changhong.
- Smart TV de CHiQ.
- Smart TV de Skyworth.
- Smart TV de Makena.
- Smart TV de VIOS.
- Smart TV de Ghia.
- Smart TV de ATVIO.
- Smart TV de Aurus.
- Smart TV de Kempler & Strauss.
- Smart TV de EVL.
- Smart TV de Speler.
- Smart TV de Insignia.
- Smart TV de InFocus.
- Smart TV de Schneider.
- Smart TV de Stream System.
- Smart TV de TD Systems.
- Smart TV de Evvo.
- Smart TV de Nevir.
- Smart TV de Noblex.
- Smart TV de Kalley.
- Smart TV de Challenger.
- Smart TV de Kaiwi.
- Smart TV de Boto.
- Smart TV de Miray.
- Smart TV de Mastertech.
- Smart TV de GRS.
- Smart TV de Durabrand.
- Smart TV de Oscorp.
- Smart TV de Loewe.
- Smart TV de METZ.
- Smart TV de Imperial.
- Smart TV de Sceptre.
- Smart TV de Element Electronics.
- Smart TV de Shenzhen Vitek.
- Smart TV de Konka.
- Smart TV de Crown.
- Smart TV de Silver.
- Smart TV de Cecotec.
- Smart TV de Infiniton INTV.
- Smart TV de Novatech eNOVA.
- Smart TV de Innova.
- Smart TV de Indurama.
- Smart TV de Doppio.
- Smart TV de Kuai.
- Smart TV de Cobia.
- Smart TV de HKPro.
- Smart TV de Q.
- Smart TV de HQ.
- Smart TV de Singer Epic.
- Smart TV de Premier.
- Smart TV de Global.
- Smart TV de Simply.
- Smart TV de Epi.
- Smart TV de Iffalcon.
- Smart TV de Exclusiv.
- Smart TV de IBG.
- Smart TV de Sky Glass.
- Smart TV de Ikea Uppleva.
- Smart TV de Síragon.

### Proveedores de middleware para televisores
La lógica de intercambio de información entre aplicaciones (middleware) permite la interacción del vidente con los proveedores de contenido, algunas soluciones son:
- Boxee (popular bifurcación del software del centro de medios Kodi con una GUI personalizada y con un marco propio para aplicaciones adaptadas al televisor doméstico).
- Google TV (plataforma para televisores inteligentes basada en Android creada por Google, Intel, Sony y Logitech para crear televisión interactiva. Fue anunciada en mayo del 2010).[23]
- HbbTV, del consorcio HbbTV. Se trata a la vez de un modelo estándar de la industria y de una iniciativa promocional para la televisión híbrida para armonizar el broadcast, la IPTV y la entrega por banda ancha de entretenimiento para el consumidor final a través de televisores inteligentes y del STB.
- MeeGo para televisión inteligente (proyecto creado por Intel, Nokia y Linux, que se crea a partir de una bifurcación de Kodi y de la unión de los sistemas operativos Maemo y Moblin).[24] Permite la ejecución de aplicaciones, tiene incorporado el acceso a las redes sociales, juegos y cuenta con muchas de las otras características propias de la televisión inteligente.
- TV Everywhere.
- Cloud TV.

Los televisores inteligentes pueden obtener virus al cargar y descargas datos, o sea cuando se conecta a una red de internet inalámbrica o alámbrica ya que esta permite descarga y cargas de MB de datos.[cita requerida] Los televisores usualmente se infectan a través de videos, fotos y juegos. Normalmente los videos dañinos con virus son los de juegos, pornografía y farándula.[cita requerida]

## Otros temas sobre TV y TV inteligente
- Pantalla láser
- Televisión de alta definición
- Ultra alta definición
- Pantalla led
- Diodo orgánico de emisión de luz
- Pantalla de puntos cuánticos
- Pantalla de cristal líquido
- Televisión 3D
- Televisión digital
- Televisión digital terrestre
- Televisión interactiva
- Televisión social
- Televisión web
- Televisión móvil
- microLED
- Mini LED
- DLED